# HD51307
HD51307 — хімічно пекулярна зоря спектрального класу
B8 й має видиму зоряну величину в смузі V приблизно  9,1.

## Пекулярний хімічний вміст
Зоряна атмосфера HD51307 має підвищений вміст 
Si
.